# Lorenzo Piccoli
Lorenzo Piccoli (Dueville, 5 settembre 1934) è un ex calciatore italiano, di ruolo portiere.

## Carriera
Inizia la carriera nel Thiene, club con cui raggiunge, in Promozione, nella sua prima stagione giocata il secondo posto del Girone A. In quella seguente con il club rossonero vince il proprio girone ottenendo la promozione in IV Serie.
Nel 1955 passa al Verona, in Serie B, club in cui milita due stagioni senza mai esordire con il club gialloblu.
Nel 1957 passa all'Hellas, con cui ottiene il quarto posto del Girone B della I Serie della Campionato Interregionale 1957-1958.
Nel 1958 passa al Genoa, in Serie A, club con cui esordisce il 7 giugno 1959 nella sconfitta esterna per 4-3 contro la Juventus.
Nella prima stagione in rossoblu ottiene il tredicesimo posto in massima serie ed il terzo nella Coppa Italia 1958-1959.
La stagione seguente con la società genovese retrocede in cadetteria e, nella sua terza ed ultima stagione in rossoblu chiude al tredicesimo posto, ottenendo la permanenza nella serie nonostante una penalità di sette punti inflittale per un tentativo di illecito fatto l'anno precedente.
Nel 1961 passa al Rapallo Ruentes che militava in Serie D; con i ruentini vince il Girone A ottenendo la promozione in Serie C. La stagione seguente ottiene il settimo posto del Girone B.
Nel 1963 è ingaggiato dal Rimini, che militava sempre in terza serie. Con i romagnoli ottiene nel Girone B il sesto posto nel 1963-1964 ed il quattordicesimo in quella seguente
Nel 1965 passa alla Salernitana con cui vince il Girone C della Serie C 1965-1966, ottenendo la promozione tra i cadetti da cui retrocede dopo una sola stagione, chiusa all'ultimo posto.
La stagione 1967-1968 la gioca con l'Avellino, ottenendo il settimo posto del Girone C.
Nel 1968 passa al Belluno, dove milita tre stagioni in Serie D, vincendo il Girone C nella stagione 1970-1971 ed ottenendo la promozione in Serie C.

## Palmarès

### Competizioni regionali
- Promozione: 1

Thiene: 1954-1955

### Competizioni nazionali
- Serie D: 2

Rapallo: 1961-1962
Belluno: 1970-1971
- Serie C: 1

Salernitana: 1965-1966
- Serie B: 1

Verona: 1956-1957